# Ariel Castellina
Pas d'image ? Cliquez ici

a Compétitions nationales et continentales officielles uniquement.

b Matchs officiels uniquement.
Dernière mise à jour le 11 novembre 2021.
Ariel Castellina est né le 1er janvier 1982 à Tucumán en Argentine. C'est un joueur de rugby argentin évoluant au poste de pilier (1,85 m pour 108 kg).

## Carrière

### Clubs successifs
- jusqu'en 2004 : Tucuman  Argentine
- 2004-2006 : SU Agen  France
- 2006-2011 : Lyon OU  France
- 2012-2013 : Pampas XV  Argentine
- 2013-2017 : Colomiers rugby  France

### En équipe nationale
Ariel Castellina a connu 3 sélections internationales en équipe d'Argentine, il fait ses débuts le 25 avril 2004 contre l'équipe du Chili.

## Palmarès

### Sélections nationales
- 3 sélections en équipe d'Argentine en 2004